# NGC 531
NGC 531 je galaksija u zviježđu Andromeda.

## Vanjske poveznice
- SEDS: NGC 0531